# Karasivka, Bilohirsk
Karasivka (în ucraineană Карасівка) este un sat în comuna Krînîcine din raionul Bilohirsk, Republica Autonomă Crimeea, Ucraina.

## Demografie
Componența lingvistică a localității Karasivka
     Rusă (74,49%)
     Ucraineană (19,39%)
     Alte limbi (0,51%)
Conform recensământului din 2001, majoritatea populației localității Karasivka era vorbitoare de rusă (74,49%), existând în minoritate și vorbitori de ucraineană (19,39%).